# Harang Jae
Harang Jae is een bestuurslaag in het regentschap Padang Lawas van de provincie Noord-Sumatra, Indonesië. Harang Jae telt 271 inwoners (volkstelling 2010).